# Mạch Tích
Mạch Tích (chữ Hán phồn thể: 麥積區, chữ Hán giản thể: 麦积区) là một quận thuộc địa cấp thị Thiên Thủy, tỉnh Cam Túc, Cộng hòa Nhân dân Trung Hoa. Quận Mạch Tích có diện tích 2452 km², dân số năm 2004 là 580.000 người. Đến thơi điểm tháng 9 năm 2004, quận Mạch Tích được chia thành 4 nhai đạo, 2 trấn, 20 hương.
- Nhai đạo: Đạo Bắc, Đạo Nam, Kiều Nam và Trại Tử.
- Trấn: Xã Đường, Mã Bào Tuyền.
- Hương: Vị Nam, Thạch Phật, Trung Than, Tây Sơn Bình, Nam Hà Xuyên, Tân Dương, Phong Hoàng, Ngũ Long, Hổ Phách, Đông Xá, Lập Viễn, Ngô Trai, Long, Bá Dương, Nhị Thập Phô, Cam Tuyền, Nhai Tử, Mạch Tích Sơn, Đảng Xuyên và Lợi Kiều.